# Neva Tölle
Neva Tölle (Rijeka, 1956.) feministička je aktivistkinja-volonterka. Suosnivačica i volonterka prvog SOS telefona za žene i djecu žrtve nasilja Zagreb (1988.) i prvog Skloništa za žene i djecu žrtve nasilja (1990.), u bivšim zemljama socijalističke Europe. Suosnovala je Autonomnu žensku kuću Zagreb – žene protiv nasilja nad ženama (1990.), a zatim dugi niz godina bila je njena koordinatorica (1992. – 2007.). Suosnivačica je Centra za ženske studije u Zagrebu (1995.). Lobirala je za donošenje zakona i propisa koji se tiču ženskih ljudskih prava, te nadgledala primjene zakona.

## Životopis
Iza Neve Tölle stoji dugogodišnji rad sa ženama koje su preživjele različite oblike muškog nasilja.
Neva Tölle pridružila se ženskom pokretu u Republici Hrvatskoj u drugoj polovici 1980-ih godina kada je 1988. godine sudjelovala u otvaranju prvog SOS telefona za žene i djecu na prostorima bivših socijalističkih država. Od 1989. do 1990. godine je aktivistica Ženske grupe Trešnjevka.
Dugi niz godina volontirala je na SOS telefonu, ali i u skloništu u kojem je radila sa ženama i djecom. Aktivistice SOS telefona, uključujući Nevu Tölle, 14. 12. 1990. godine skvotirale su stan u gradskom vlasništvu te u njemu otvorile prvo Sklonište za zlostavljane žene na području bivše jugoistočne Europe. Otvoreno je u vrijeme kada nasilje nad ženama i partnersko nasilje nije bilo prepoznato niti normirano u hrvatskom zakonodavstvu a ta je tema predstavljala tabu. 
Tijekom 1990-ih suosnivačica je i aktivistkinja brojnih ženskih nevladinih udruga i organizacija, među njima: Zagrebački ženski lobi, Centar za žene žrtve rata, grupa za ženska ljudska prava B.a.B.e., Vijeće koordinacije ženskih grupa SEKA, Centar za ženske studije Zagreb, istraživački projekt STOP nasilju protiv žena (prvi takav u RH). Paralelno radi kao predavačica i suvoditeljica projekata pri Centru za ženske studije u Zagrebu te koalicije ženskih organizacija u kampanji za reproduktivna prava.
Tijekom 2000-ih nastavlja s feminističkim i volonterskim aktivnostima. Godine 2001. je članica Savjeta pri Ministarstvu rada i socijalne skrbi za praćenje i unapređenje rada nevladinih organizacija.
Prvo istraživanje o rasprostranjenosti nasilja nad ženama u Hrvatskoj provedeno je pod vodstvom Neve Tölle 2003. godine, na uzorku od preko 1000 žena te je pokazalo da je svaka treća žena u RH preživjela fizičko nasilje od strane bivše ili sadašnjeg supruga ili partnera, a podaci o psihičkom nasilju pokazuju da je taj oblik nasilja preživjelo preko 50 % žena RH. Svojim radom izravno je utjecala na donošenje Zakona o zaštiti od nasilja u obitelji (2003.), za čije je donošenje počela lobirati još ranih 1990-ih godina.
Od 2005. do 2009. članica je Radne skupine za unapređenje zaštite od nasilja u obitelji pri Ministarstvu obitelji, branitelja i međugeneracijske solidarnosti. Suosnivačica i voditeljica kampanje Obiteljsko nasilje nije sport - idući puta udari loptu (2006.).
Od 2009. radi na sustavnom financiranju pet autonomnih ženskih skloništa i savjetovališta u RH, članica je Povjerenstva za unapređenje zaštite od nasilja u obitelji.
Od 2010. do 2016. članica je Radne skupine za izradu Nacionalne strategije za suzbijanje nasilja u obitelji.
Kao članica skupine zagovara i upoznaje s hrvatskim sustavom socijalne politike i zaštitom ženskih prava brojne predstavnike i predstavnice u EU i svijetu. Godine 2017. sudjeluje u radu Radne skupine za ratifikaciju Istanbulske konvencije.
Godine 2018. članica je Radne skupine za izradu Protokola o postupanju u slučaju nasilja u obitelji, sudjeluje u istraživanju Svjetske banke o problematici rodne ravnopravnosti i rodno uvjetovanog nasilja u RH. 2019. godine Neva Tölle aktivno sudjeluje u radnim skupinama za izmjenu Kaznenog zakona, Zakona o kaznenom postupku i Zakona o zaštiti od nasilja u obitelji te je imenovana članicom Tima Grada Zagreba za sprečavanje i borbu protiv nasilja nad ženama i nasilja u obitelji.
U sklopu cjeloživotnog feminističkog i aktivističkog angažmana prošla je brojne edukacije, treninge, seminare u zemlji i svijetu vezane uz teme rodno uvjetovanog nasilja, partnerskog nasilja, nasilja u obitelji, pomoći žrtvama silovanja, samopomoći, pomoći kod seksualnog uznemiravanja, trgovinom ženama, terapijskom radu, načinu financiranja ženskih skloništa i drugih vezanih tema. Od 1988. do 2017. godine bila je predavačica i edukatorica, trenerica te konzultantica nevladinih i strukovnih udruga civilnog društva te predstavnika državnih institucija u Hrvatskoj i Europi (Albanija, Slovenija, Crna Gora, Srbija, Makedonija, Austrija). Sudjelovala je i bila izlagačica te predavačica na preko 35 skupova i konferencija na području bivše Jugoslavije, Republike Hrvatske, zemalja u regiji, više zemalja Europske unije i SAD-u. I sada, u mirovini, aktivna je na području zaštite protiv nasilja nad ženama te nastavlja s aktivističkim radom.

## Publikacije
- Ženska prava – priručnik za zlostavljane žene, Autonomna ženska kuća Zagreb, suautorica, 1994.
- Ženska prava – priručnik za zlostavljane žene, suautorica uz Ljubicu Matijević-Vrsaljko i Maricu Martin, Autonomna ženska kuća Zagreb, 2000.[7]
- Nasilje nad ženom u obitelji, Društvo za psihološku pomoć, 2000.[8]
- Kako izaći iz nasilne veze – Priručnik ženama za život bez nasilja, autorica, ur: Valentina Andrašek, Schoeffling i Autonomna ženska kuća Zagreb, 2003.[9]
- Gradski vodič za žene: zagrebački vodič kroz socijalne usluge za žene koje su preživjele nasilje, urednica, Autonomna ženska kuća Zagreb, 2009.[10]
- Rad na provedbi istraživanja Ekonomski aspekti nasilja nad ženama i njihovom djecom: Žene i zapošljavanje - Utjecaj nasilja na djecu, 2009.
- Rad na Izvještaju o mogućnostima zapošljavanja za žene koje su preživjele nasilje u sklopu IPA projekta 2011.
- Rad na Vodiču o mogućnostima zapošljavanja za žene koje su preživjele nasilje u sklopu IPA projekta 2011.
- Implementacija hrvatskog zakonodavstva vezanog uz partnersko nasilje u suradnji s Američkom organizacijom Advocater for Human Rights i Bulgarian Gender Research Foundation 2012.

## Priznanja
- 2007. i 2008. kandidirana za nagradu Zagrepčanka godine[11]
- 2018. časopis Nacional ju je uvrstio na listu najmoćnijih Hrvatica
- 2022. Nagrada Grada Zagreba[12] dodijeljenja za dugogodišnje uspješno, praktično i javno djelovanje u korist žena koje su preživjele muško nasilje, za požrtvovnu i upornu borbu protiv muškog nasilja nad ženama i djecom.